# Rasmus Windingstad
Rasmus Windingstad (ur. 31 października 1993 w Gjøvik) – norweski narciarz alpejski, brązowy medalista mistrzostw świata juniorów.

## Kariera
Po raz pierwszy na arenie międzynarodowej pojawił się 22 listopada 2008 roku w Geilo, gdzie w zawodach juniorskich nie ukończył pierwszego przejazdu w slalomie. W 2014 roku wystartował na mistrzostwach świata juniorów w Jasnej, gdzie wywalczył brązowy medal w gigancie. Zajął tam też między innymi siódme miejsce w superkombinacji i slalomie.
W zawodach Pucharu Świata zadebiutował 2 lutego 2014 roku w Sankt Moritz, gdzie nie ukończył pierwszego przejazdu w gigancie. Pierwsze pucharowe punkty zdobył 6 grudnia 2015 roku w Beaver Creek, zajmując 28. miejsce w gigancie. Na podium zawodów tego cyklu po raz pierwszy stanął 9 marca 2019 roku w Kranjskiej Gorze, kończąc rywalizację w gigancie na drugiej pozycji. Rozdzielił tam na podium Norwega Henrika Kristoffersena i Marco Odermatta ze Szwajcarii. W klasyfikacji PAR w sezonie 2019/2020 zajął drugie miejsce, ulegając jedynie Szwajcarowi Loïkowi Meillardowi.
Podczas igrzysk olimpijskich w Pekinie w 2022 roku zajął 29. miejsce w supergigancie, a giganta nie ukończył. Na rozgrywanych rok później mistrzostwach świata w Courchevel/Méribel był między innymi piąty w gigancie równoległym.

## Osiągnięcia

### Igrzyska olimpijskie
| Miejsce | Dzień     | Rok  | Miejscowość | Konkurencja | Czas biegu | Strata | Zwycięzca      |
| ------- | --------- | ---- | ----------- | ----------- | ---------- | ------ | -------------- |
| 29.     | 8 lutego  | 2022 | Pekin       | Supergigant | 1:19,94    | +4,21  | Matthias Mayer |
| DNF1    | 13 lutego | 2022 | Pekin       | Gigant      | 2:09,35    | -      | Marco Odermatt |

### Mistrzostwa świata
| Miejsce | Dzień     | Rok  | Miejscowość        | Konkurencja       | Czas zawodów | Strata | Zwycięzca            |
| ------- | --------- | ---- | ------------------ | ----------------- | ------------ | ------ | -------------------- |
| 31.     | 13 lutego | 2015 | Vail/Beaver Creek  | Gigant            | 2:34,16      | +4,83  | Ted Ligety           |
| 13.     | 11 lutego | 2019 | Åre                | Kombinacja        | 1:47,71      | +1,97  | Alexis Pinturault    |
| 10.     | 15 lutego | 2019 | Åre                | Gigant            | 2:20,24      | +1,60  | Henrik Kristoffersen |
| 5.      | 15 lutego | 2023 | Courchevel/Méribel | Gigant równoległy | -            | -      | Alexander Schmid     |
| 16.     | 17 lutego | 2023 | Courchevel/Méribel | Gigant            | 2:34,08      | +3,27  | Marco Odermatt       |

### Mistrzostwa świata juniorów
| Miejsce | Dzień     | Rok  | Miejscowość | Konkurencja     | Czas biegu | Strata | Zwycięzca            |
| ------- | --------- | ---- | ----------- | --------------- | ---------- | ------ | -------------------- |
| 7.      | 26 lutego | 2014 | Jasná       | Superkombinacja | 2:21,69    | +0,64  | Matteo De Vettori    |
| 30.     | 26 lutego | 2014 | Jasná       | Supergigant     | 1:30,63    | +2,25  | Marco Schwarz        |
| 3.      | 4 marca   | 2014 | Jasná       | Gigant          | 2:03,14    | +1,20  | Henrik Kristoffersen |
| 9.      | 5 marca   | 2014 | Jasná       | Slalom          | 1:37,21    | +3,00  | Henrik Kristoffersen |

### Puchar Świata

#### Miejsca w klasyfikacji generalnej
- sezon 2015/2016: 127
- sezon 2016/2017: 153.
- sezon 2017/2018: 98.
- sezon 2018/2019: 36.
- sezon 2019/2020: 42.
- sezon 2020/2021: 116.
- sezon 2021/2022: 69.
- sezon 2022/2023: 33.

#### Miejsca na podium
1. Kranjska Gora – 9 marca 2019 (gigant) – 2. miejsce
2. Alta Badia – 23 grudnia 2019 (gigant równoległy) – 1. miejsce
3. Palisades Tahoe – 25 lutego 2023 (gigant) – 3. miejsce